# Emily Rudd
Emily Ellen Rudd (Saint Paul, 24 de febrer de 1993) és una actriu estatunidenca. Va interpretar a Cindy Berman a la trilogia de pel·lícules de terror de Netflix Fear Street.

## Primers anys
És la segona filla de Michelle i Jeffrey Rudd. Va créixer a Saint Paul (Minnesota). Va començar a interessar-se per la interpretació des de ben petita, així que quan va acabar l'escola es va graduar en arts escèniques i va decidir emprendre una carrera artística. Va començar com a model a la seva ciutat natal i després es va convertir en actriu.

## Carrera
El 2018, va aparèixer a la sèrie d'antologia d'Amazon The Romanoffs i Philip K. Dick's Electric Dreams. El 2021, va aparèixer a Fear Street Part Two: 1978 i Fear Street Part Three: 1666 en els papers de Cindy Berman i Abigail. El 2021, també va participar en un paper recurrent a Hunters i en la comèdia romàntica de ciència-ficció Moonshot.
El novembre de 2021, es va anunciar que Rudd va ser elegida com Nami a la sèrie d'acció en directe de Netflix basada en el manga One Piece.

## Vida privada
Rudd va estar en una relació amb el productor de música electrònica de ball Justin Blau (3LAU) del 2015 al 2021. S'havien conegut quan ella protagonitzava el seu videoclip de "We Came To Bang". Set mesos després, tots dos van començar a sortir.